# Храм святого Ростислава (Братислава)
Храм святого Ростислава в Братиславе (словац. Chrám svätého Rastislava v Bratislave) — православный храм высотой 26 метров, находящийся в столице Словацкой Республики городе Братислава на Томашиковой улице в городском районе Ружинов (округ Братислава II). Относится к Прешовской епархии Православной церкви.

## История храма
Православный храм начали строить для нужд растущего числа православных христиан Братиславы. До этого в Братиславе был только один православный храм—это бывшая Римско-католическая церковь Святого Николая, которая после Прешовского собора и запрета на греко-католическую церковь в 1950 года была передана православным. В 1990-е годы одного храма верующим стало не хватать.
Место для нового православного храма освятил патриарх Русской Православной Церкви Алексий II в 1996 году. Закладной камень храма освятил константинопольский вселенский патриарх Варфоломей I во время своего визита в Православную церковь Чешских земель и Словакии в 1998 году.
Строительство храма в 2002 году начала фирма, сотрудником которой был Александр Белоусов, муж бывшего депутата Национального совета Словацкой Республики, члена Словацкой национальной партии — Анны Белоусовой. Из-за финансовых проблем и больших долгов строительство в 2003 году было приостановлено. Храм начал разрушаться и стал прибежищем бездомных. Многие его части были разграблены.
Благодаря финансовой поддержке и усилиям православных верующих в 2007 году долги были погашены, а строительные работы продолжены. Торжественное освящение храма состоялось 12 мая 2013 года в присутствии словацкого и зарубежного православного духовенства.

## Архитектура
Здание построено в византийском архитектурном стиле с использованием некоторых современных элементов. Автор проекта—инженер-архитектор Милан Андраш. Здание построено из монолитного железобетона. Крыша покрыта медным листом. Храм имеет один главный вход и два боковых входа. Самый высокий купол достигает в высоту 26 метров.
Иконостас храма сделан из древесины дуба, срок службы которой—1200 лет. Это классический рядный иконостас, состоящий из пяти рядов. Его авторы—Михал Швайко и Радован Кендереш.

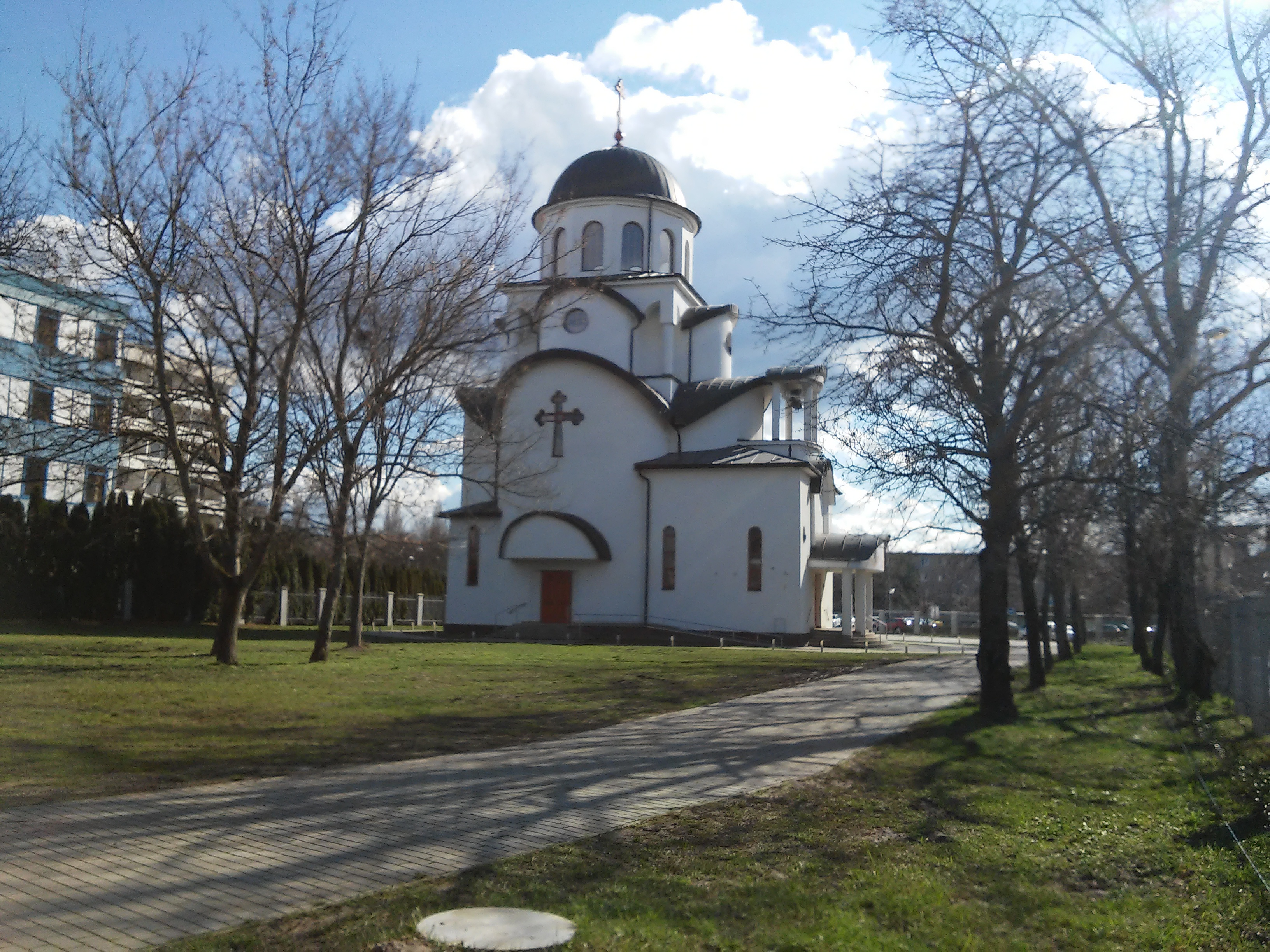
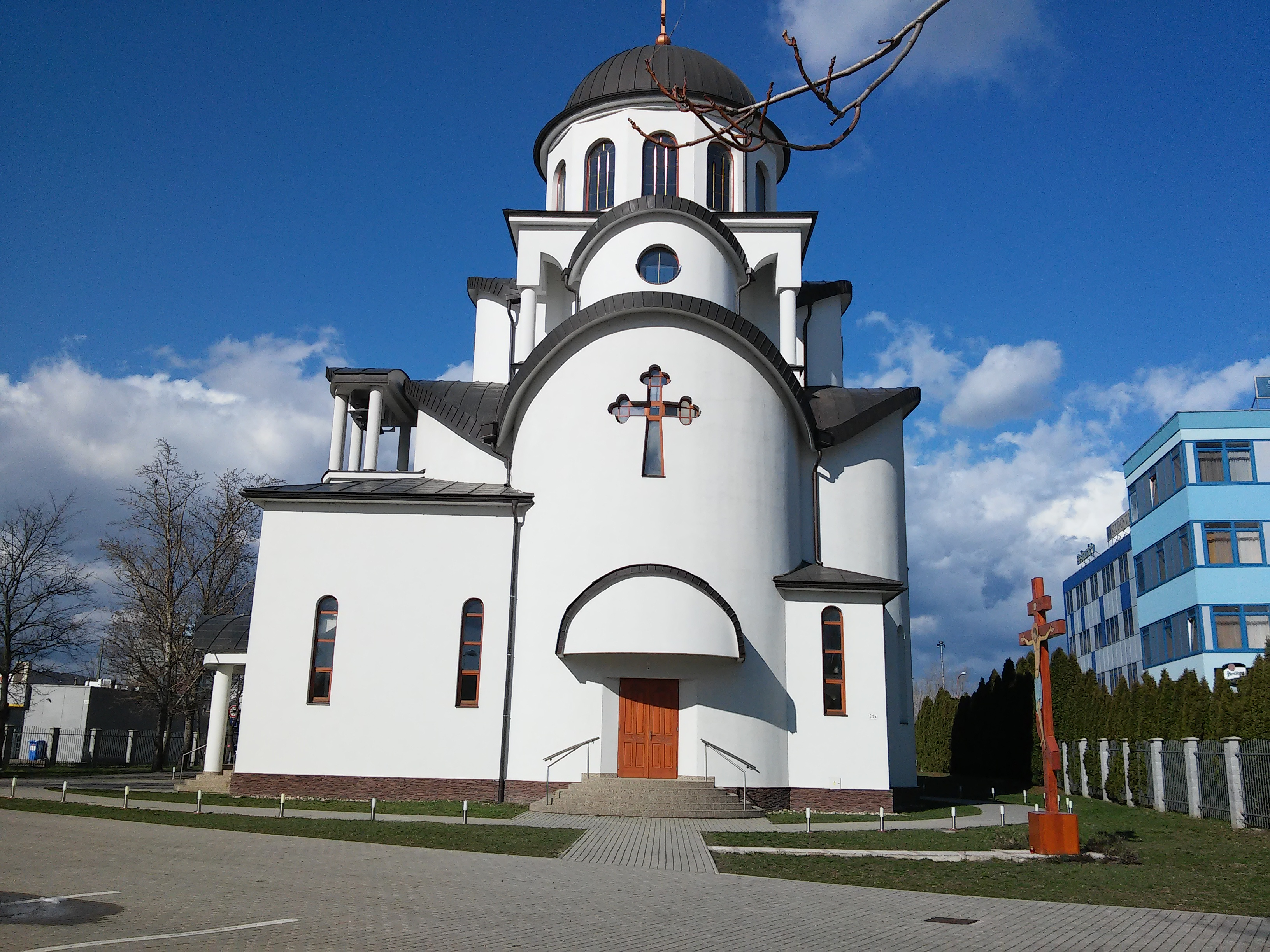